# بوب كيارني
بوب كيارني (بالإنجليزية: Bob Kearney)‏ هو لاعب كرة قاعدة أمريكي، ولد في 3 أكتوبر 1956 في سان أنطونيو في الولايات المتحدة.

## روابط خارجية
- بوب كيارني على موقعبيزبول رفرنس.كوم (الدوري الرئيسي) (الإنجليزية)